# Санта-Мария-Маджоре
Са́нта-Мари́я-Маджо́ре (итал. Basilica Papale di Santa Maria Maggiore, лат. Basilica Sanctae Mariae Maioris) — католическая церковь на Эсквилинском холме в Риме, одна из четырёх папских базилик (Basilica Papale), имеющая титул Великой базилики (Papal Major Basilica). Посвящена Деве Марии Снежной. Входит в список семи римских паломнических базилик.

## История
С основанием этой церкви связана легенда XIII века. В IV веке трём людям: папе Либерию, римскому патрицию Иоанну (Джованни) и его жене, явилась во сне Дева Мария. Патриций и его жена были бездетны, и много лет молились о рождении ребёнка. Дева Мария во сне сказала патрицию, что ниспошлёт ему долгожданное дитя, если он выстроит церковь на холме Эсквилин, на том месте, где на следующий день он обнаружит снег. Наутро патриций поделился сном с женой, и оказалось, что она видела тот же сон. Патриций и его супруга отправились к папе, и тогда выяснилось, что Дева Мария явилась и ему, и сказала во сне о необходимости строительства новой церкви и об указующем место снеге. Было 5 августа 352 года (или 358 года), жаркое римское лето, когда папа Либерий, патриций Иоанн и его супруга в сопровождении процессии духовенства отправились на Эсквилин. На холме, среди зелени, лежал чистый белый снег. Немедленно на этом месте была заложена церковь. Само событие получило название «чудо о снеге», и в честь него церковь (а позднее и множество других в других странах) была названа в честь Девы Марии Снежной (итал. Madonna della Neve).
По преданию, план базилики на Эсквилинском холме прямо по выпавшему снегу начертил папа Либерий, отсюда ещё одно название: Либериева базилика. На самом деле строительство осуществлялось в 432—440 годах при папе Сиксте III, спустя год после Эфесского собора, осудившего учение Нестория, архиепископа Константинопольского (428—431), утверждавшего, что Деву Марию не следует называть Богородицей, поскольку у Бога не может быть матери. Поэтому церковь была посвящена Богоматери и последующие донаторы (дарители), главным образом в лице римских пап, «вкладывали значительные средства в произведения искусства, прославляющие Деву Марию как мать Иисуса Христа. Отсюда триумфальный смысл, который со временем обрело название „Санта Мария Маджоре“».
Согласно Пространному житию равноапостольного Кирилла IX века, папа римский принял «книги славянские, освятил и положил их в церкви святой Марии, называемой Фатан», то есть в храме Санта Мария Маджоре, что означало одобрение римской курией созданного для славян письма.
В XII веке при Евгении III был значительно перестроен портик юго-восточного фасада церкви. Затем последовали перестройки и расширения храма в XVI в. при Григории XIII и в XVIII в. при Бенедикте XIV. Кампанила (колокольня), самая высокая в Риме (75 м), была возведена в 1377 году повелением папы Григория XI. В XVII—XVIII веках при Клименте X и Клименте XI была значительно перестроена апсида.

## Архитектура
Базилика Санта-Мария-Маджоре занимает уникальное место в градостроительной концепции папского Рима. От неё лучами расходятся главные осевые магистрали города: на северо-запад через «Улицу четырёх фонтанов» вплоть до церкви Сантиссима-Тринита-дей-Монти и холма Пинчо, на юго-восток до церкви Санта-Кроче-ин-Джерусалемме и южнее — к Латеранской базилике. В свою очередь, с противоположных концов города через улицы, проложенные согласно плану Павла III (1534—1549) и его преемников, виднеется колонна на Площади Санта-Мария-Маджоре перед церковью, служащая своеобразным ориентиром для паломников. В течение первого года понтификата Сикста V (1585—1590) архитектор Доменико Фонтана проложил от базилики Санта-Мария-Маджоре прямую улицу Феличе (по имени Папы: Феличе Перетти ди Монтальто) до церкви Сантиссима-Тринита-дей-Монти (сейчас Виа Систина). В следующем году возникли сквозные перспективы: Сантиссима-Тринита-дей-Монти — Пьяцца дель Пополо — Сан-Джованни-ин-Латерано — Санта-Мария-Маджоре.
В центре площади Санта-Мария-Маджоре в 1613 году повелением папы Павла V по проекту Карло Мадерна на высоком постаменте установлена высокая каннелированная колонна коринфского ордера высотой 14,5 м (вместе с постаментом). На её вершину поместили бронзовую статую Мадонны с Младенцем (работа скульптора Ж. Бертело, 1614). Это единственная сохранившаяся из восьми колонн базилики Максенция-Константина на Римском форуме (начало IV в.).
Базилика Святой Марии сохранила раннехристианскую ориентацию: главный вход расположен с востока, а алтарная часть находится в западной оконечности нефа. В 1743—1761 годах Фердинандо Фуга перестраивал главный фасад базилики в стиле позднего римского барокко. Он встроил между двумя симметричными корпусами двухъярусную беломраморную лоджию, нижний ярус которой по итальянской традиции называют портиком. На внутренней стене верхнего яруса, представляющей собой старый фасад церкви, он сохранил мозаики XIII—XIV в., которые частично видны с площади через огромные арочные проёмы. Лоджия некоторое время, до возведения базилики Святого Петра и перенесения папской резиденции из Латерана в Ватикан, выполняла функцию «Лоджии Благословений» (Loggia delle Benedizioni), аналогично той, что имеется в соборе Святого Петра в Ватикане, с которой Папа произносит апостолические послания «Urbi et Orbi» (Городу и Миру). Ныне на лоджию можно подняться по ступенькам боковой лестницы. Мозаики лоджии делятся на два регистра. В верхнем представлены Христос Пантократор на троне с четырьмя ангелами (мозаика Ф. Русути по оригиналу П. Каваллини, 1290), ниже изображена история «Девы Марии Снежной».

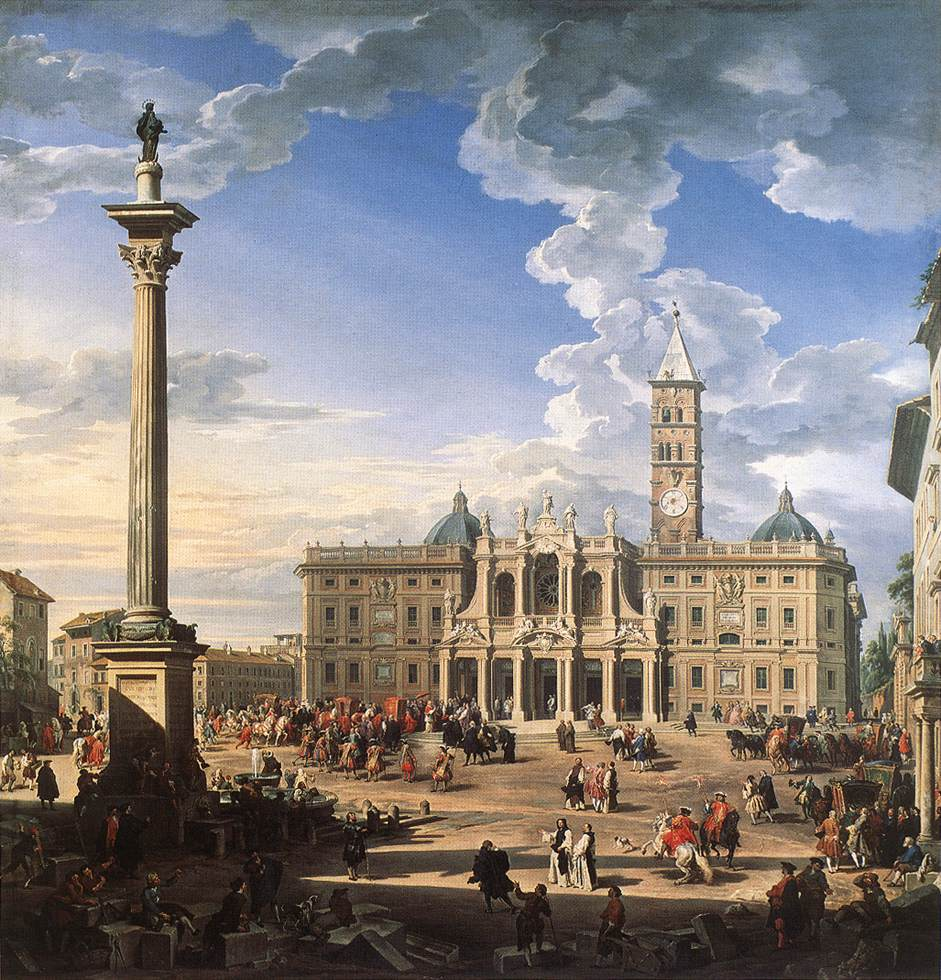
Дж. П. Панини. Площадь и базилика Санта-Мария-Маджоре в Риме. 1744. Холст, масло. Квиринальский дворец, Рим
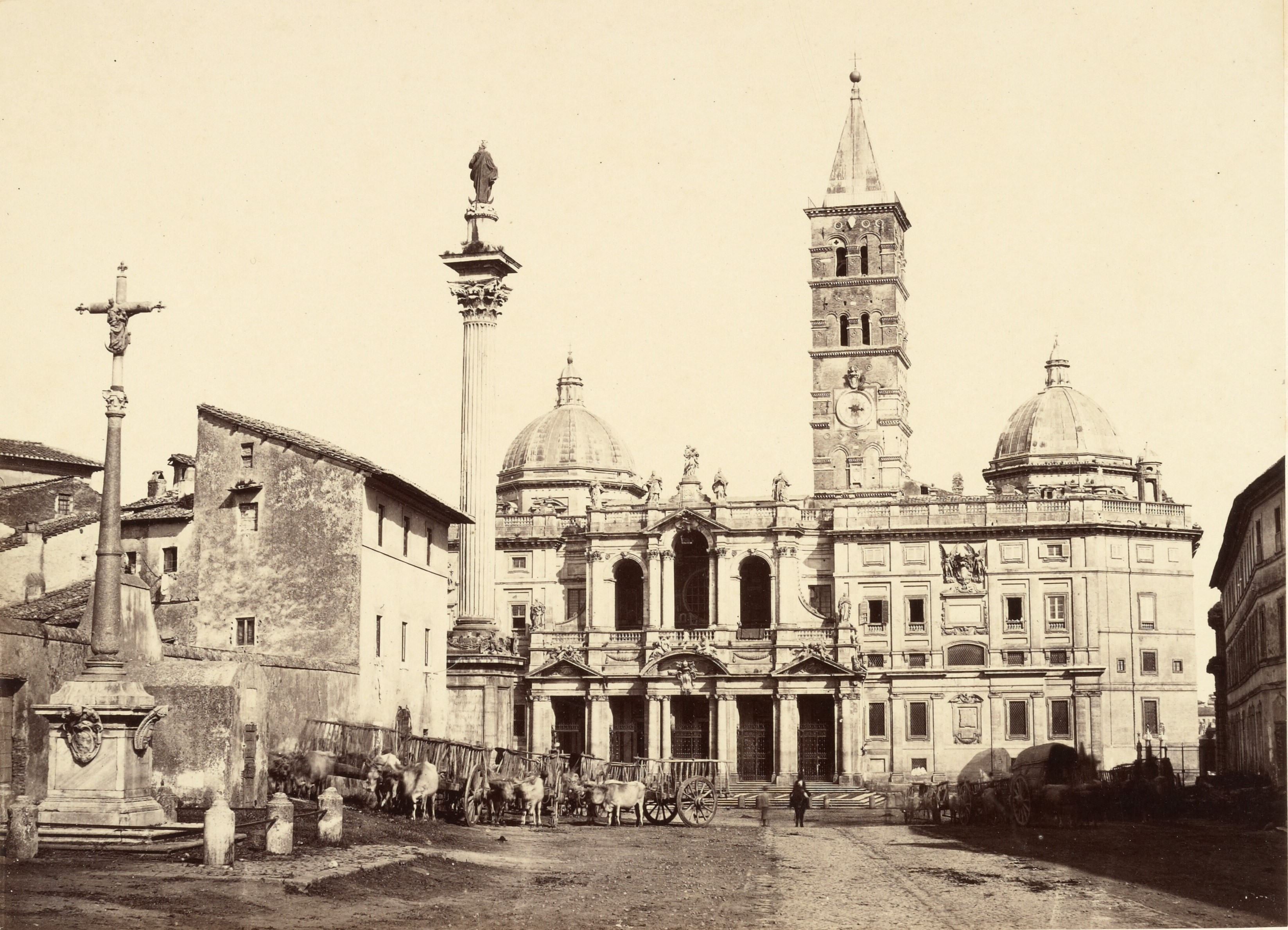
Вид базилики и площади Санта-Мария-Маджоре в 1860—1875 годах
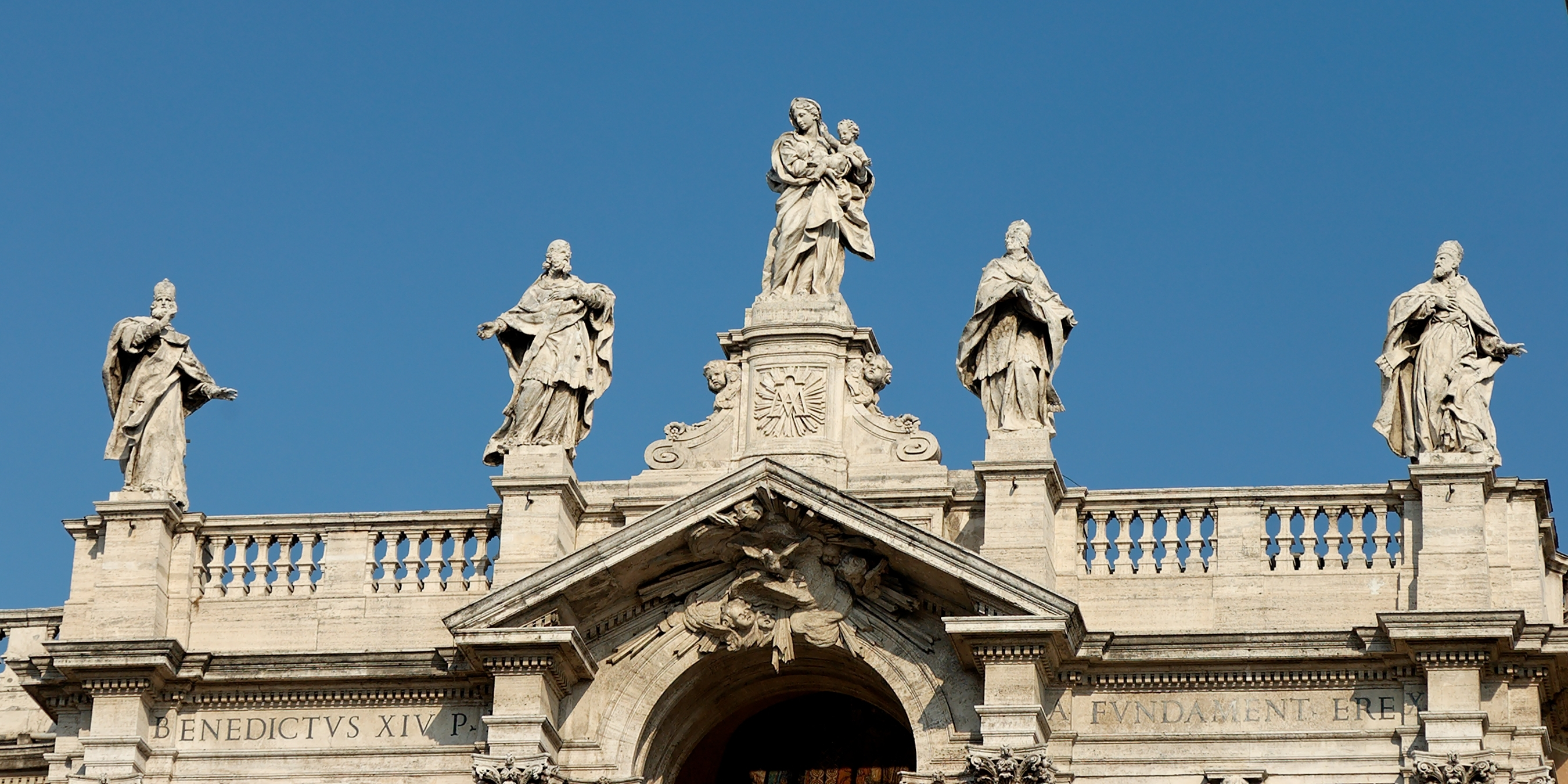
Статуи юго-восточного фасада
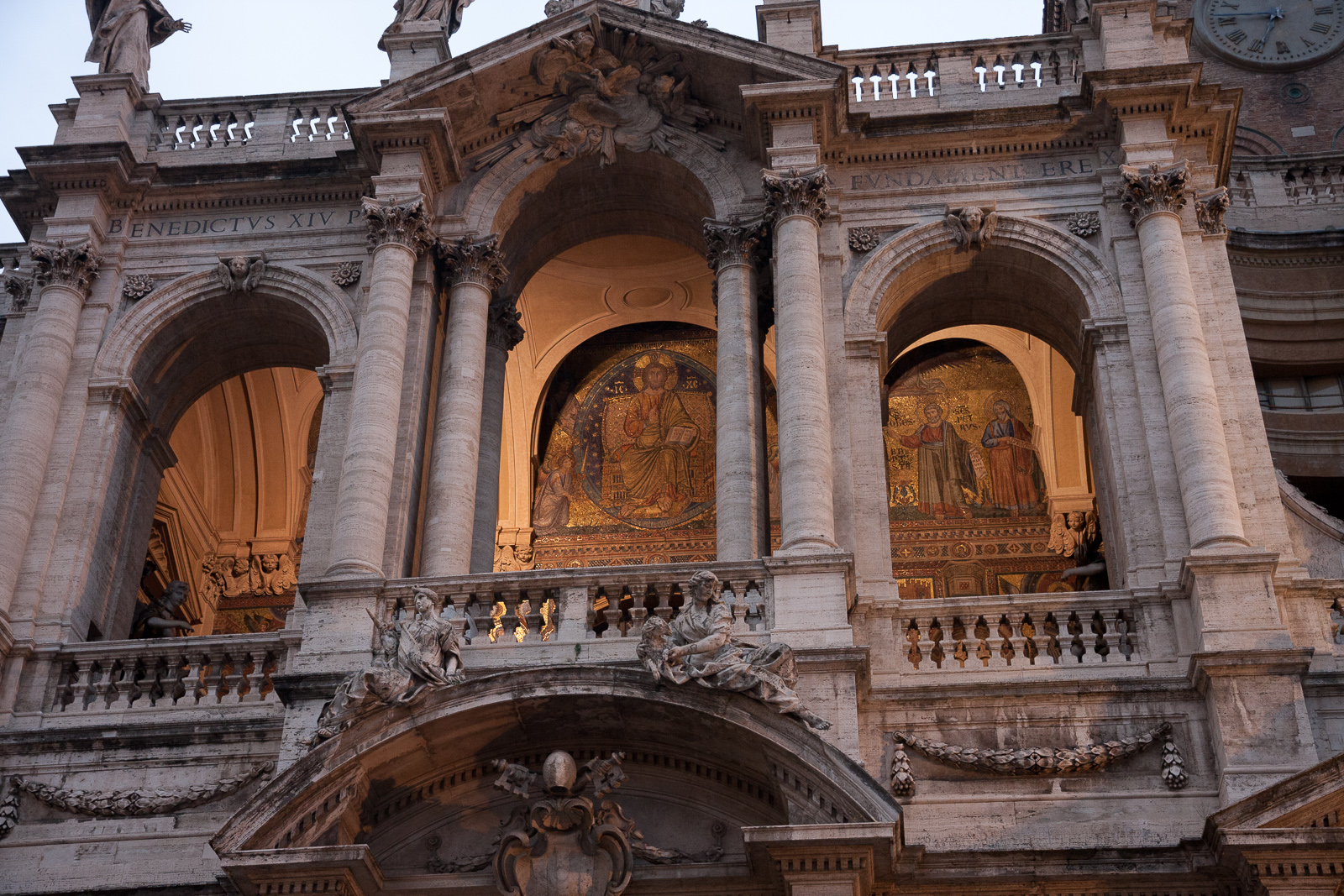
Лоджия. 1761. Архитектор Ф. Фуга
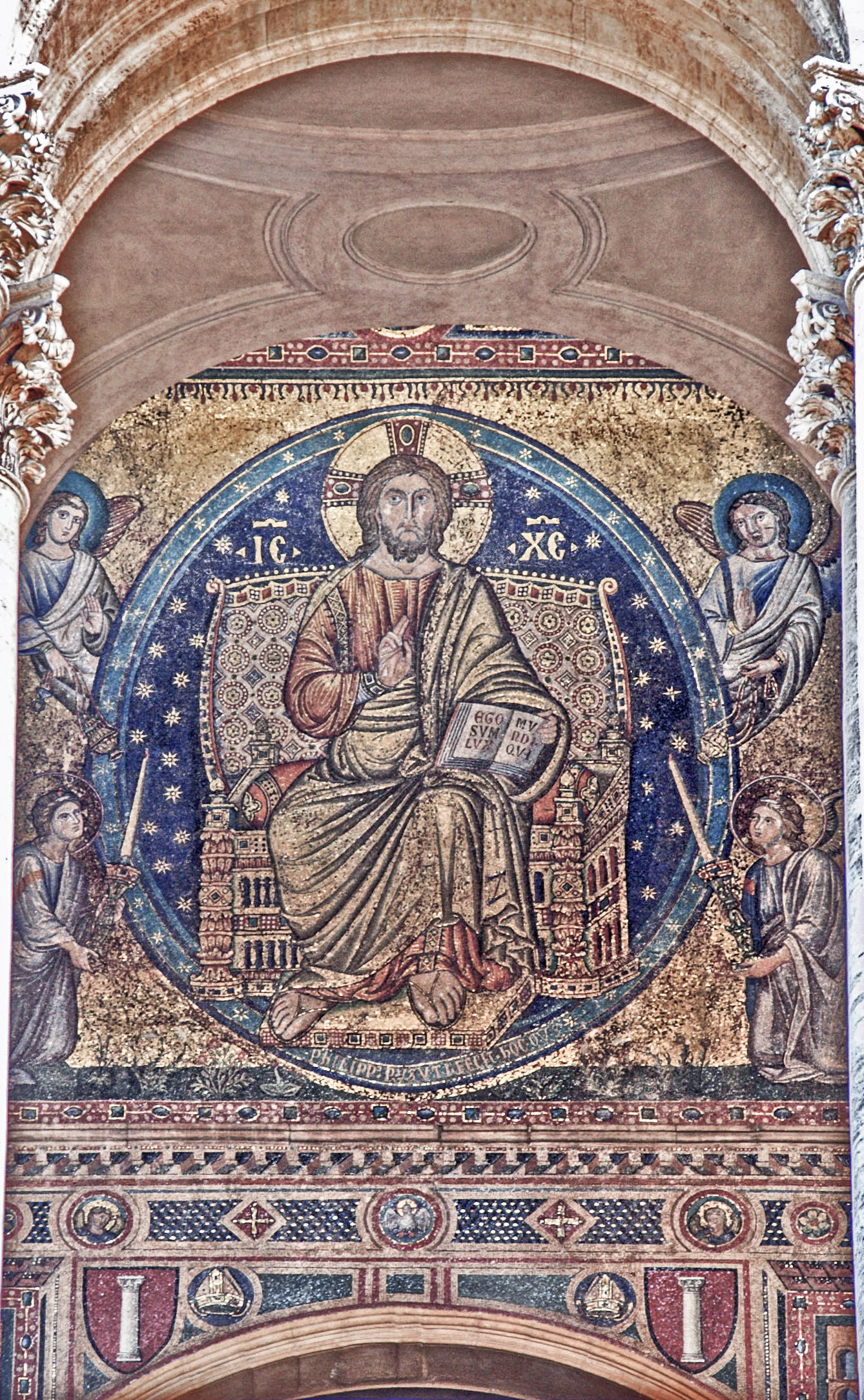
Христос Пантократор. Мозаика лоджии юго-восточного фасада. 1290
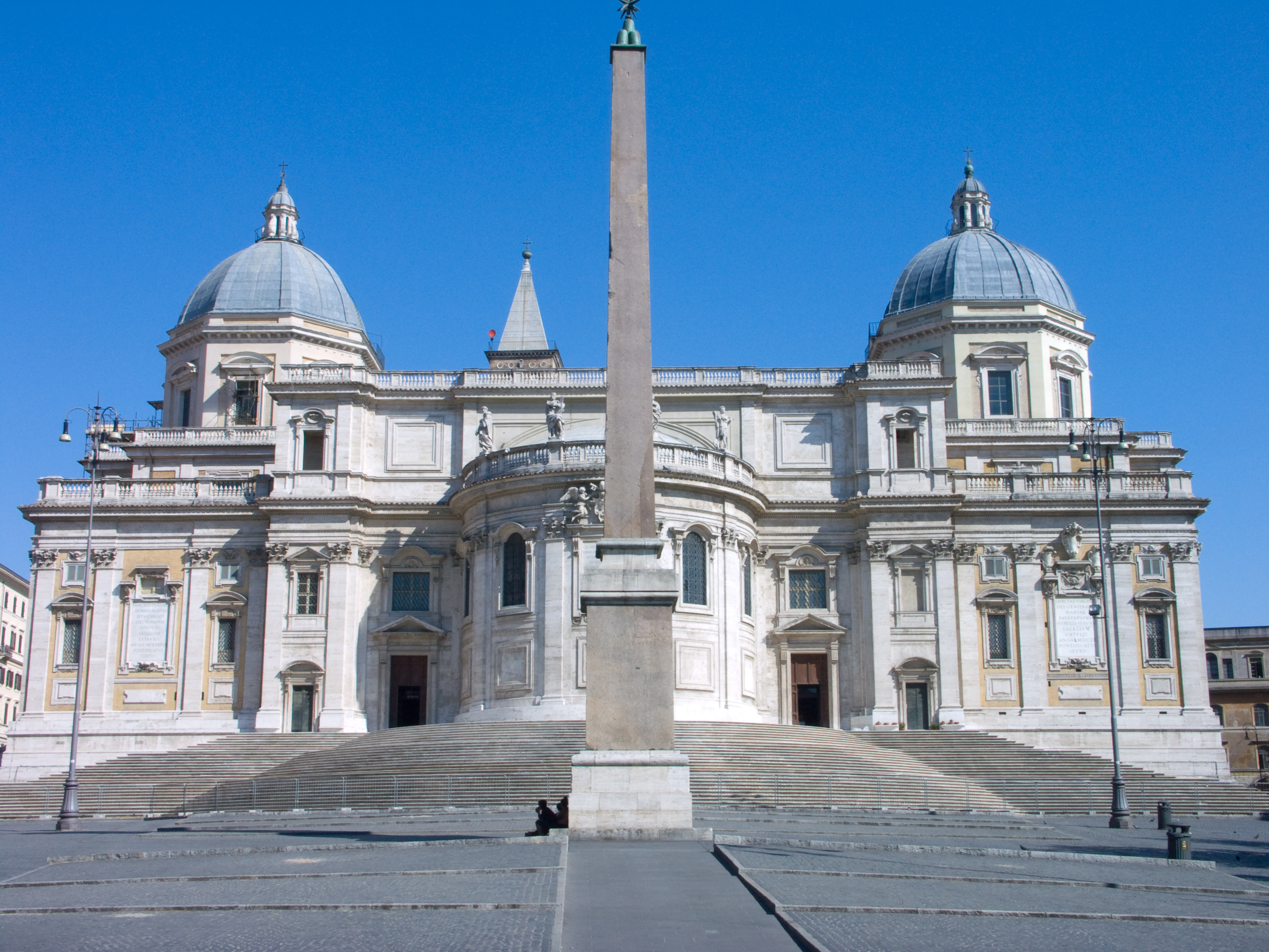
Обелиск на Эсквилинской площади. Северо-западный фасад базилики (1673—1680. Архитектор К. Райнальди)

Северо-западный фасад базилики оформлен по проекту Карло Райнальди в 1673—1680-х годах. Он представляет собой совсем иную архитектуру «классицизирующего барокко», контрастирующую с юго-восточным фасадом. В центре Эсквилинской площади, перед апсидой базилики, по проекту архитектора Доменико Фонтана (1588) установлен египетский обелиск высотой 14 м, взятый с Марсова поля (в древности два обелиска оформляли вход в Мавзолей Августа. Второй обелиск использовали при создании Фонтана диоскуров перед Квиринальским дворцом).

## Интерьер
Интерьер церкви несмотря на многочисленные перестройки в целом сохранил вид раннехристианской базилики. Он имеет нартекс, три нефа и трансепт, максимально приближенный к апсиде.

### Триумфальная арка и апсида

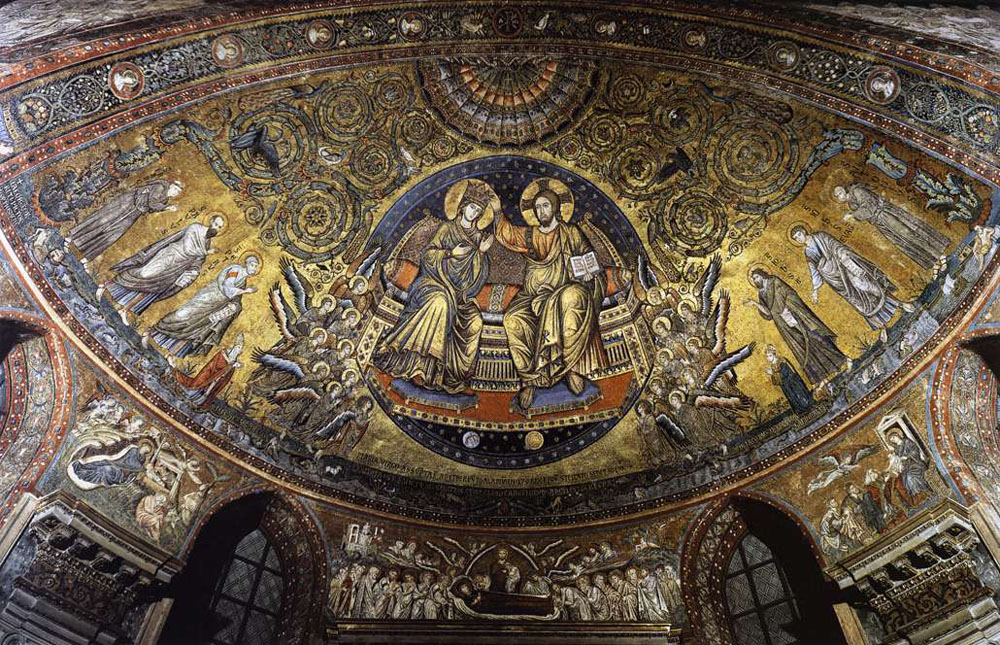
Я. Торрити. Коронование Девы. Мозаика конхи апсиды. 1295

Вход в апсиду предваряется Триумфальной аркой, оформленной уникальными мозаиками, созданными после Эфесского собора 431 года при римском папе Сиксте III (432—440). Сюжеты мозаик: Благовещение Марии и Благовестие Иосифу, Сретение, Поклонение волхвов, Волхвы у царя Ирода, Избиение вифлеемских младенцев, Бегство в Египет (апокрифическая сцена встречи Святого Семейства правителем египетского города Сотина). Внизу арки изображены два города: Вифлеем слева и Иерусалим справа.
Апсида сохранила свой облик IV—V веков. Она имеет 6 м в глубину и 35 м в ширину. Её также украшают мозаики. В конхе изображена сцена Коронования Девы Марии, а под ней, по периметру апсиды, изображены самые важные события Её жизни. Эти мозаики созданы позднее других, в 1295 году Якопо Торрити, когда он по указанию папы Николая IV перестраивал апсиду V века.

### Неф
Главный неф имеет 86,5 м в длину и 36 м в ширину. Из боковых нефов открываются проходы в капеллы храма. Нефы разделяет внушительная колоннада: два ряда из тридцати шести мраморных и четырёх гранитных колонн ионического ордера, взятых из античных построек. «Они установлены в пятом веке при папе Сиксте III, и перекрыты, что не обычно, не аркадами по римскому обычаю, а по греческой традиции горизонтальным архитравом». Верхняя часть стен разделена пилястрами с каннелюрами, между ними находятся ценнейшие мозаики IV века, столь же древние, как в мавзолее Санта-Костанца, в церкви Санта-Пуденциана или в Латеранском баптистерии. На мозаиках изображены сцены из Ветхого Завета. Всего сохранилось 27 из 42 мозаичных панелей, причём некоторые дошли в поврежденном состоянии. Профессор В. Н. Лазарев датировал мозаики нефа временем папы Сикста III (432—440), считал, что они были выполнены одновременно с мозаиками триумфальной арки и восходят к миниатюрам начала V века.
В средокрестии над престолом возвышается огромный киворий (балдахин) на четырёх порфировых колоннах с деталями из позолоченной бронзы. Проект архитектора Ф. Фуга (1747). Позолоченные бронзовые пальмовые ветви колонн выполнил Джузеппе Валадье в 1823 году.
Уникальный мозаичный пол создан мастерами семьи Космати в XIII веке. Обновлялся в последующие века. Деревянный резной кессонированный потолок считается работой Джулиано да Сангалло, хотя в источниках указана дата: 1450 год. Для позолоты потолка использовали золото из первой партии, привезённой из Нового Света, которое папа Александр VI получил в дар от испанского королевского дома — Фердинанда и Изабеллы.

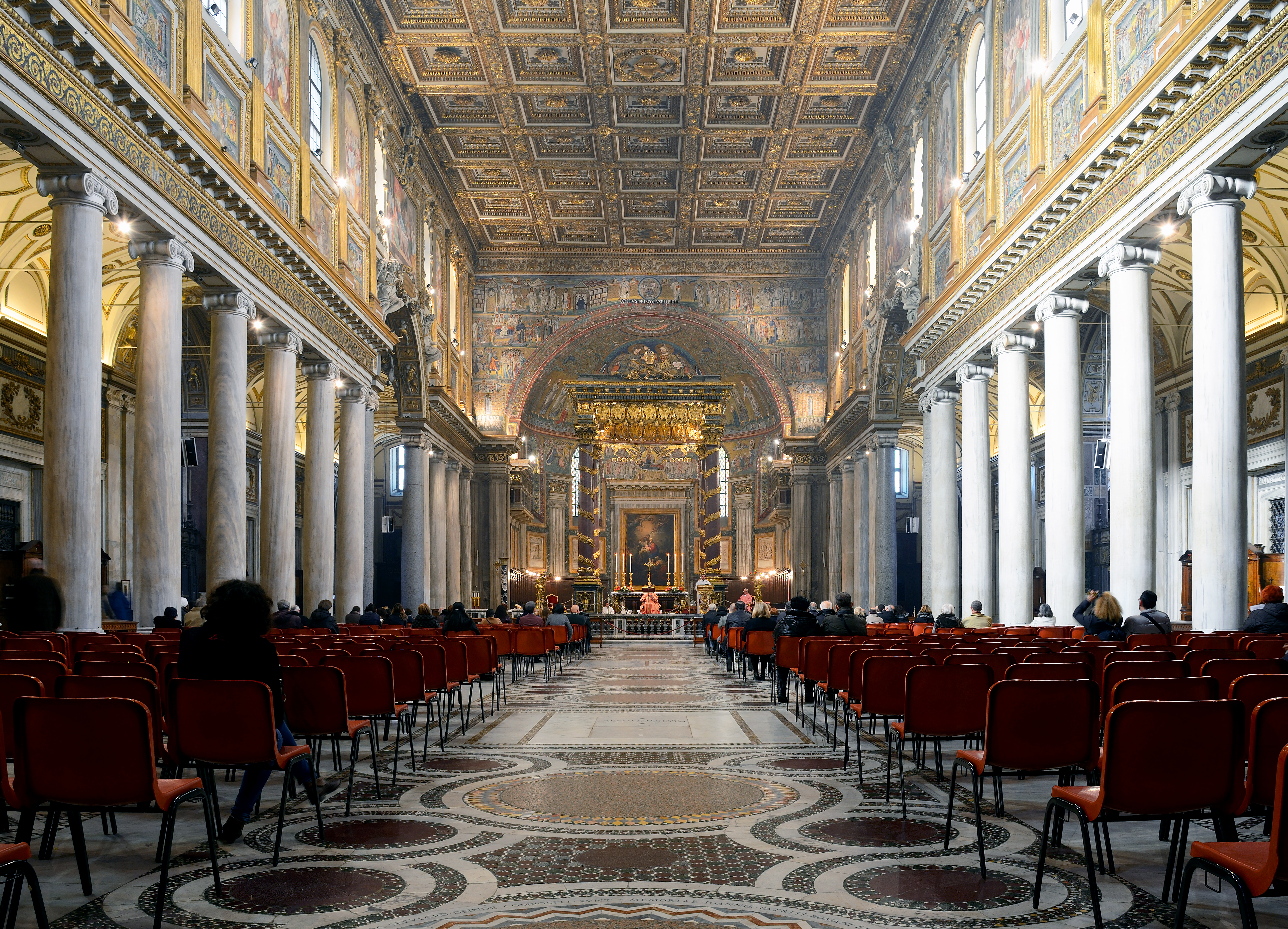
Интерьер храма
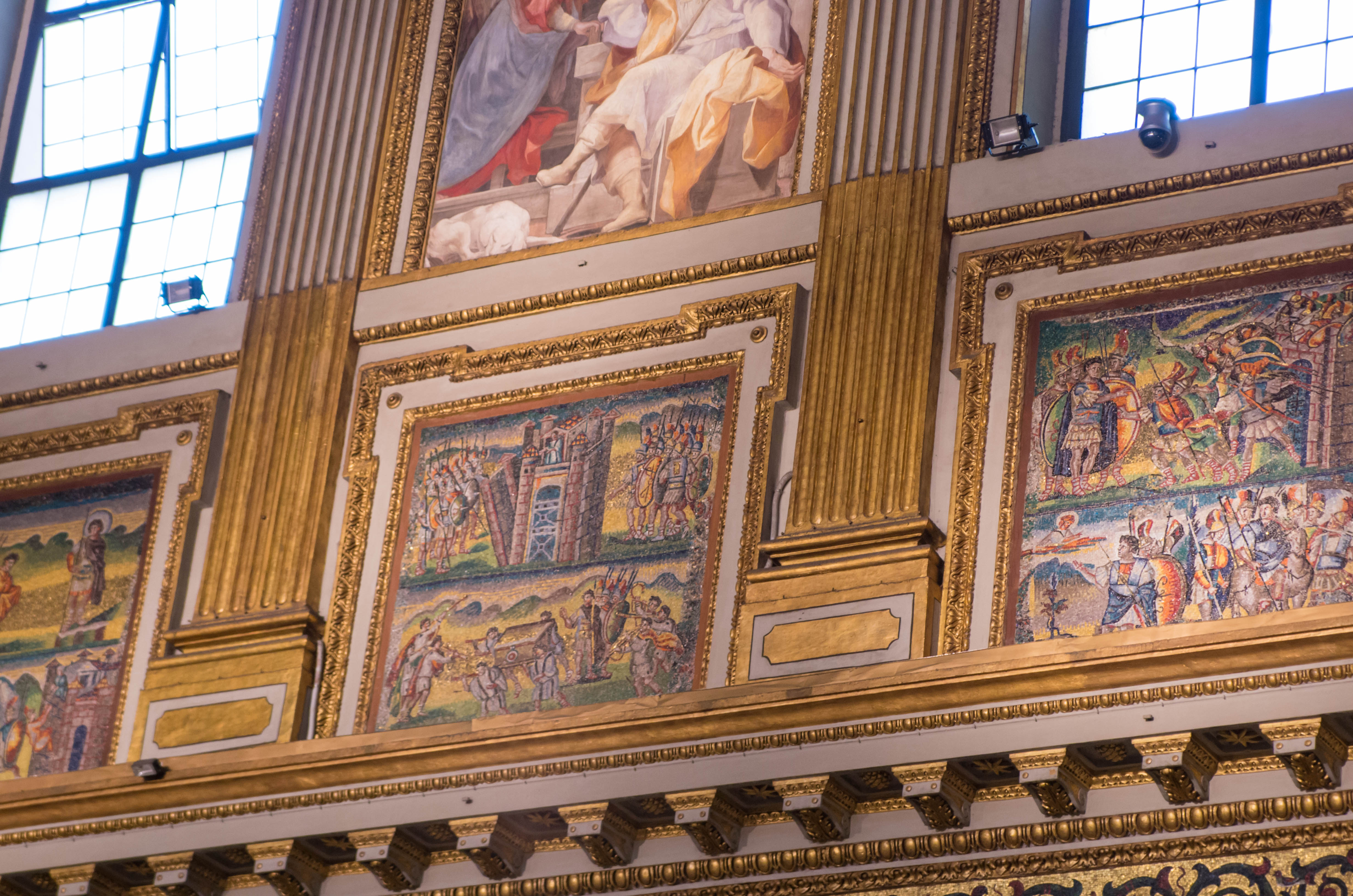
Мозаики главного нефа
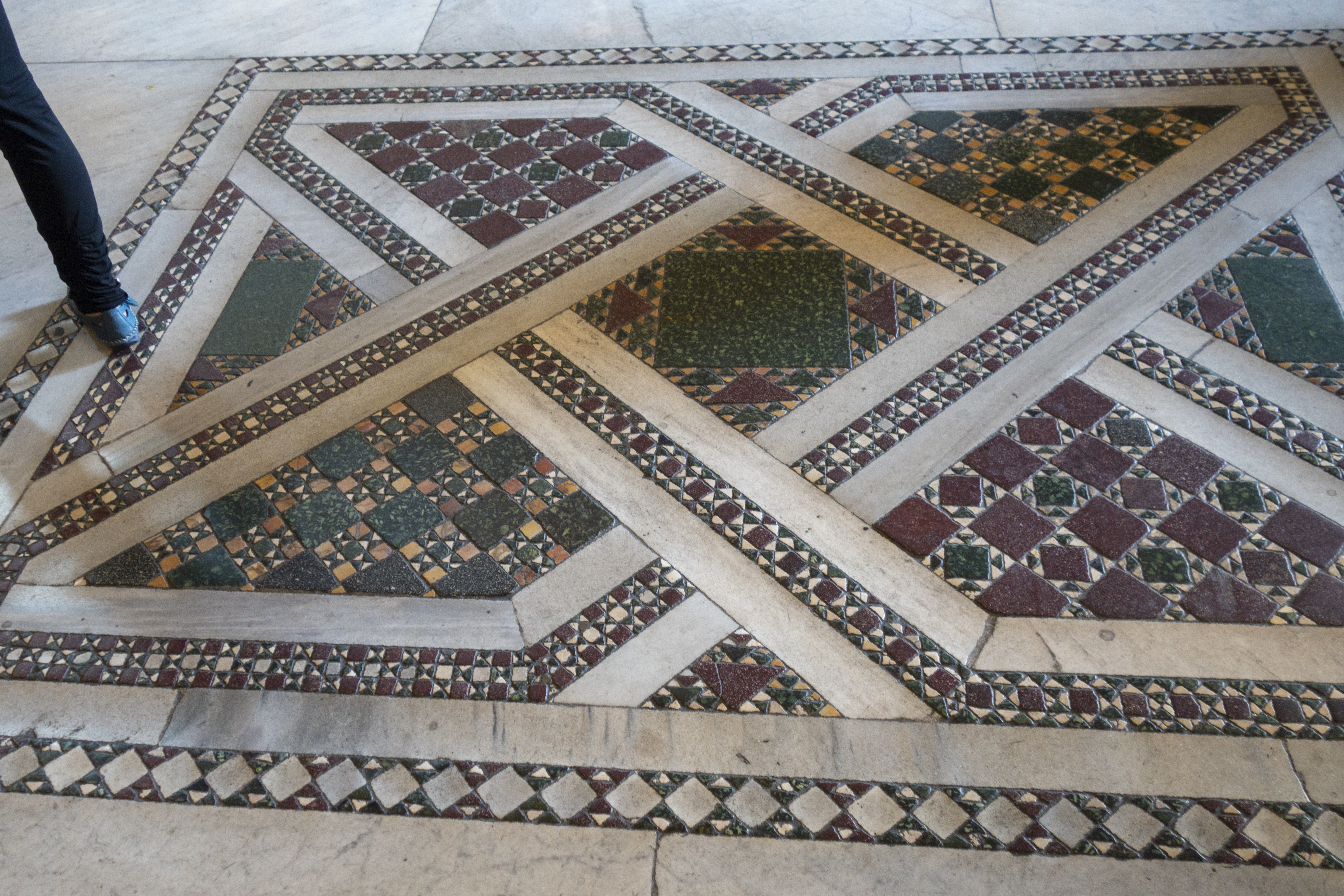
Мозаичный пол «косматеско»
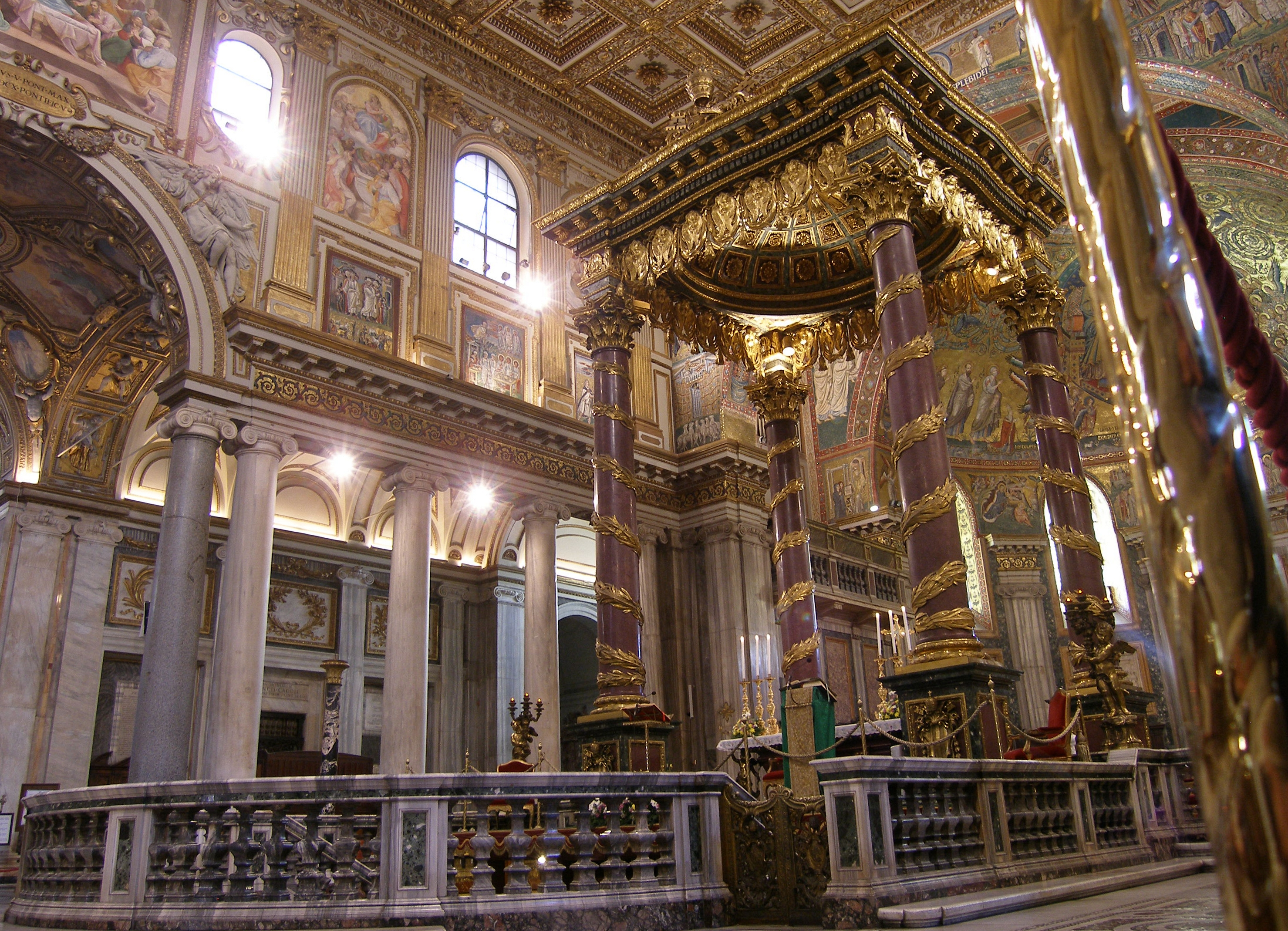
Киворий над алтарём и спуск в крипту
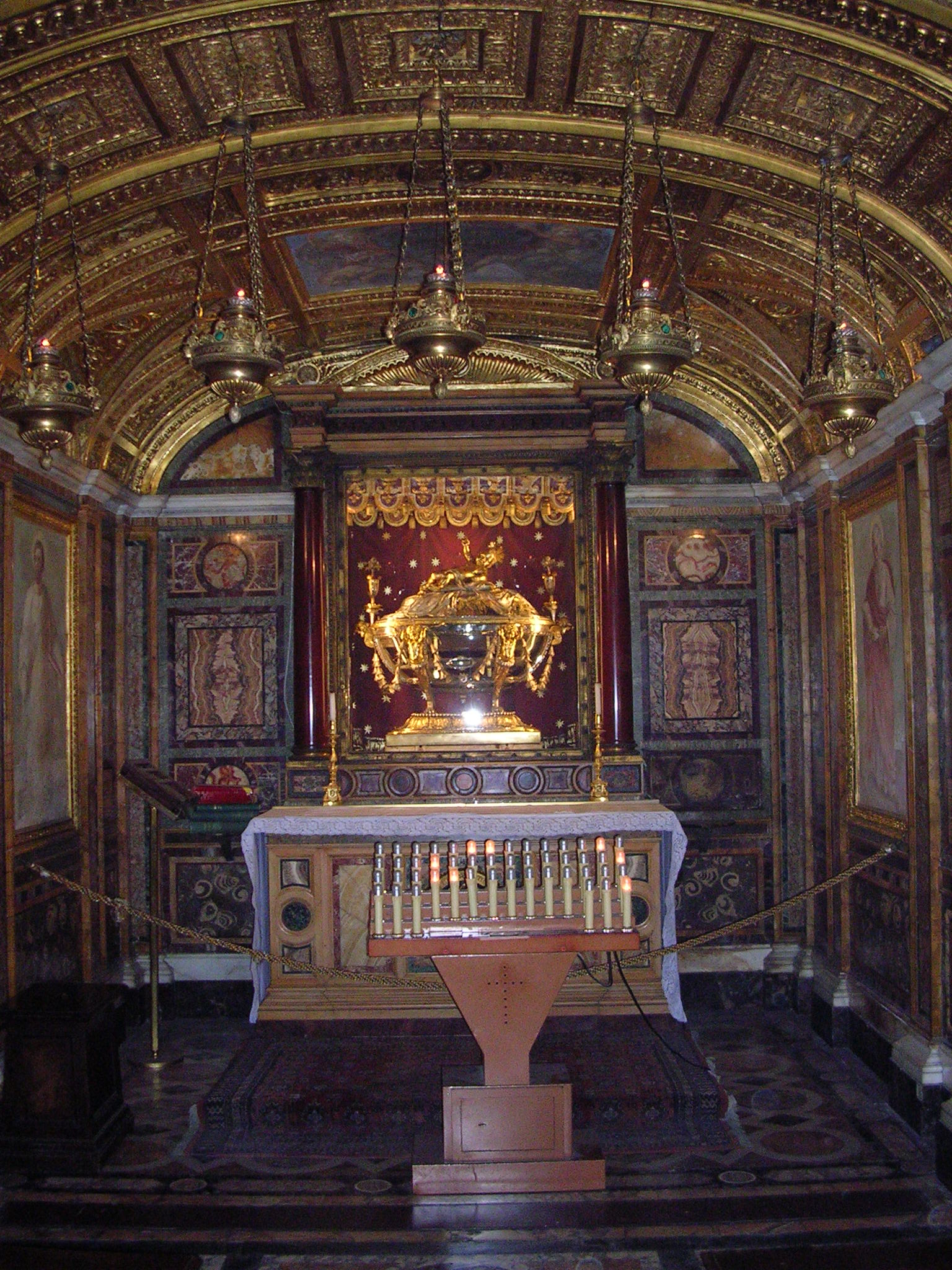
Крипта

### Капеллы

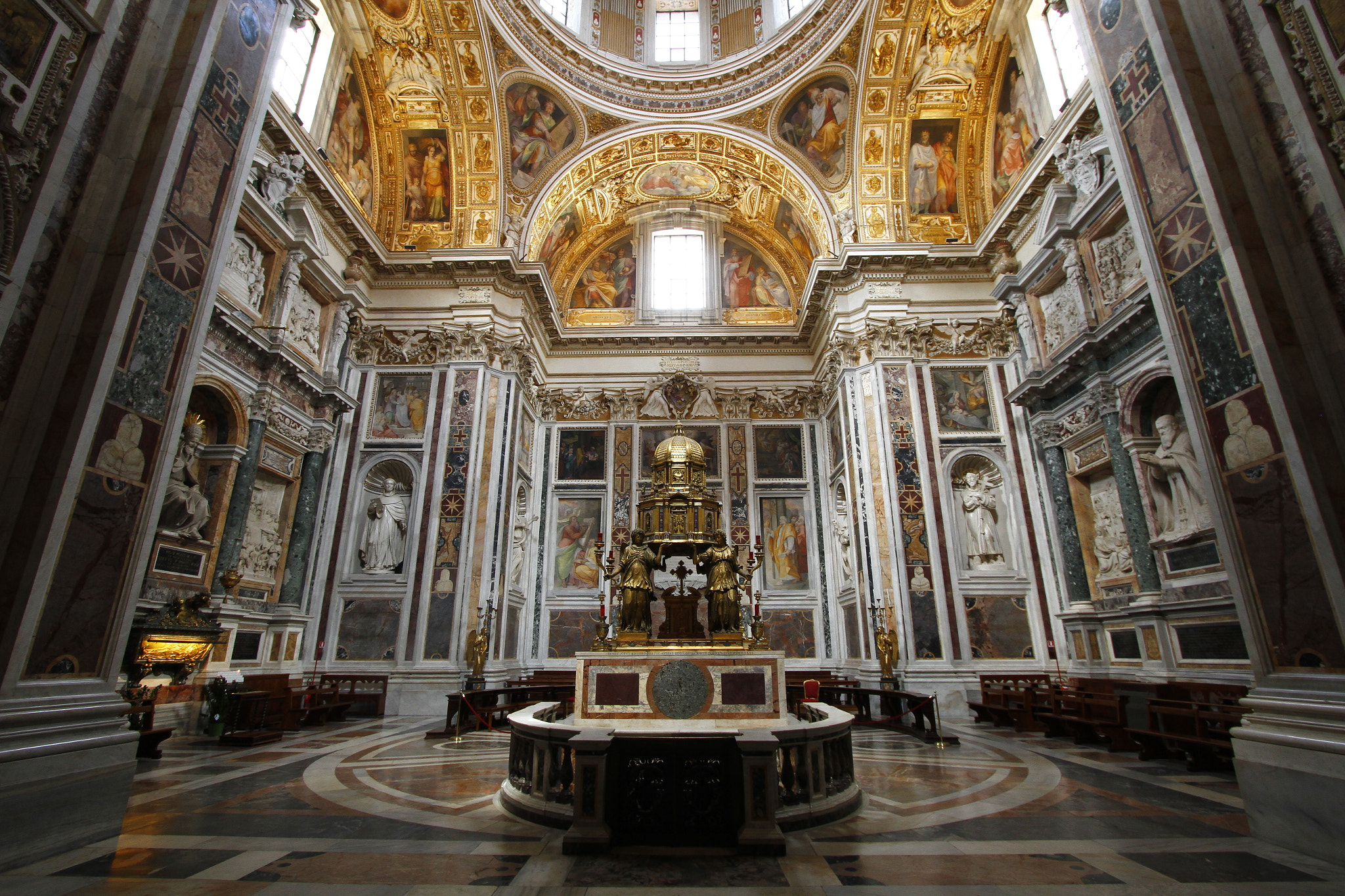
Сикстинская капелла

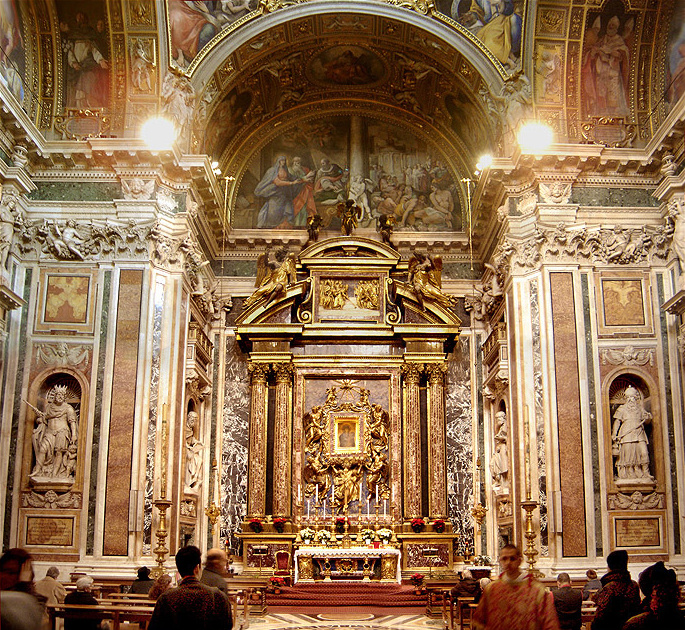
Капелла Паолина

Две главные, симметрично расположенные капеллы базилики (Сикстинская и Паолина) выделяются снаружи двумя восьмигранными башнями с куполами в северо-западной оконечности здания.
Сикстинская капелла расположена справа от главного алтаря. Представляет собой памятник архитектуры и скульптуры римского барокко. Папа Сикст V, один из главных преобразователей города Рима в конце XVI века, выбрал базилику Санта-Мария-Маджоре в качестве места захоронения для себя, своей семьи и своего «великого защитника» папы Пия V. С этой целью он, ещё будучи кардиналом Монтальто, поручил архитектору Доменико Фонтана построить в церкви капеллу Рождества (Cappella del Presepio). В 1585 году он стал папой и назначил Фонтана главным архитектором папской курии.
Капелла перекрыта собственным куполом со «световым барабаном». Для украшения капеллы, среди прочего, использованы полихромные мраморы и колонны из Септизониума, разрушенного по приказу папы Сикста в 1588—1589 годах. В центре капеллы находится монументальный алтарь, увенчанный архитектоническим бронзовым киворием в виде октогона (восьмигранного в плане храма), который несут четыре ангела из позолоченной бронзы (скульптор Себастьяно Торриджани).
В капелле похоронены папы Сикст V и Пий V. Их надгробные памятники украшены барельефами. Статую коленопреклонённого Сикста V выполнил скульптор Джованни Паракка, прозванный Вальсольдо.
Капелла Паолина (Капелла Павла) расположена напротив, по левую сторону от главного нефа. Она огорожена монументальной кованной решёткой. Капелла создана распоряжением папы Павла V, происходившего из семейства Боргезе, отсюда второе название: «Капелла Боргезе». Строительство было поручено архитектору Фламинио Понцио вскоре после избрания папы 16 мая 1605 года. Её план идентичен плану расположенной напротив капеллы Сикста V работы Доменико Фонтана. Капелла была построена для размещения знаменитой иконы «Спасение народа римского» (Salus Populi Romani) и с расчётом на захоронение самого папы. В капелле похоронены папы Климент VIII и Павел V.
Находящаяся на этой же стороне, но ближе к выходу капелла Сфорца построена Джакомо делла Порта, возможно, по проекту Микеланджело.
По правой стороне от входа в главный неф расположен Баптистерий, также имеющий многие произведения искусства. Создан по проекту архитектора Фламинио Понцио. На выходе из Баптистерия снаружи здания имеется спуск в цокольный этаж, в котором с 2002 года действует «Музей произведений искусства базилики Санта-Мария-Маджоре»..

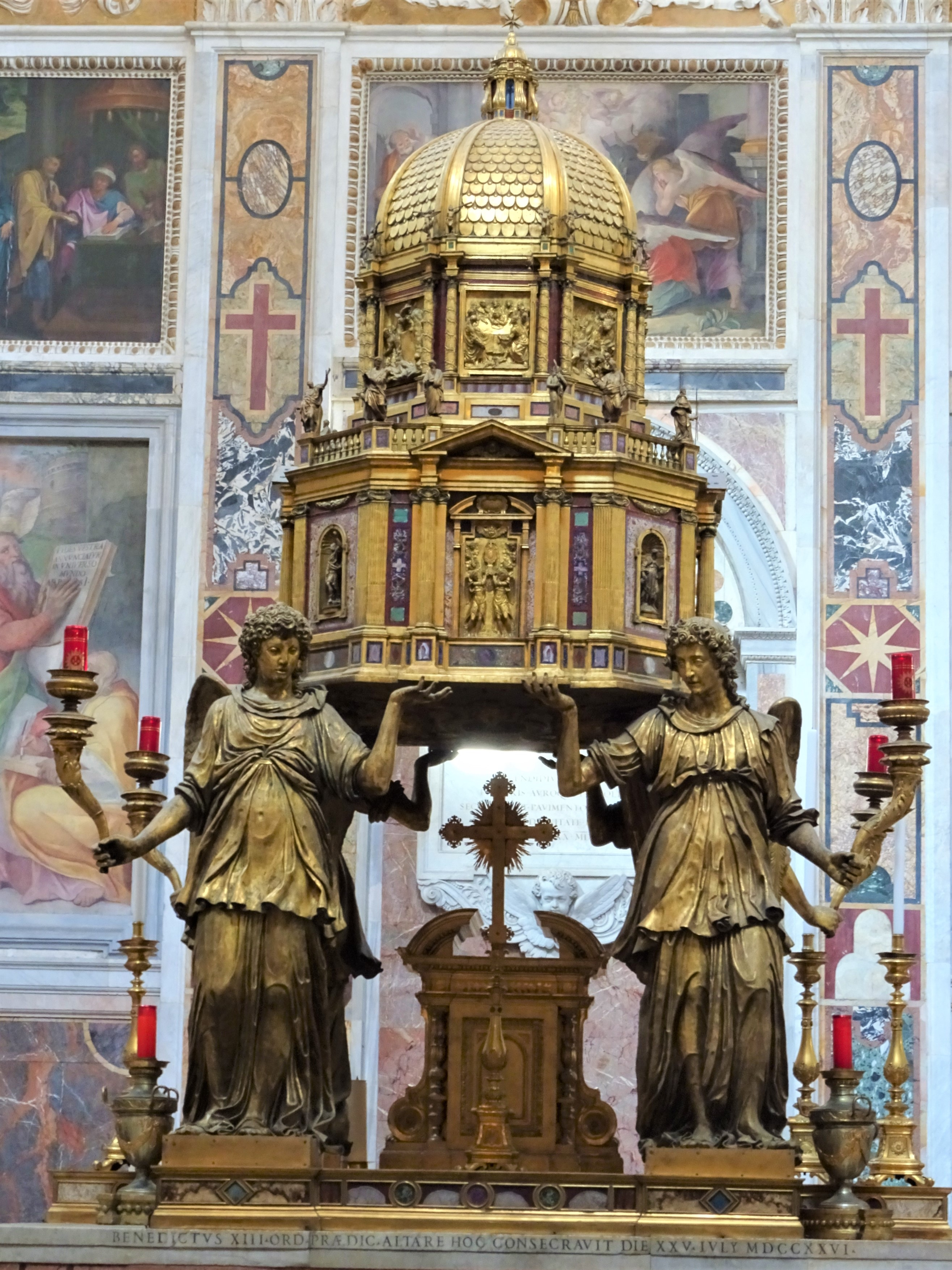
Киворий алтаря Сикстинской капеллы
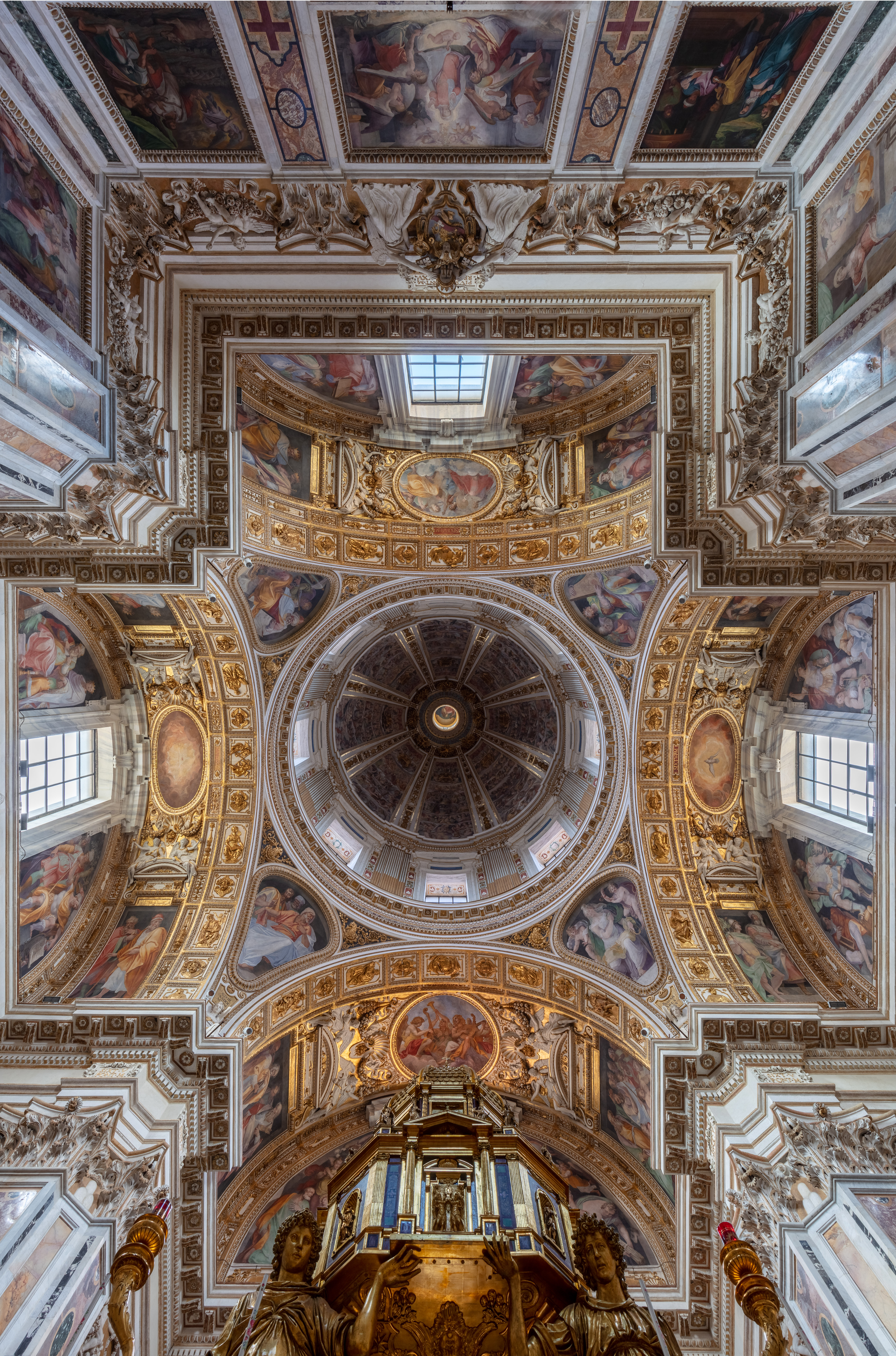
Купол Сикстинской капеллы
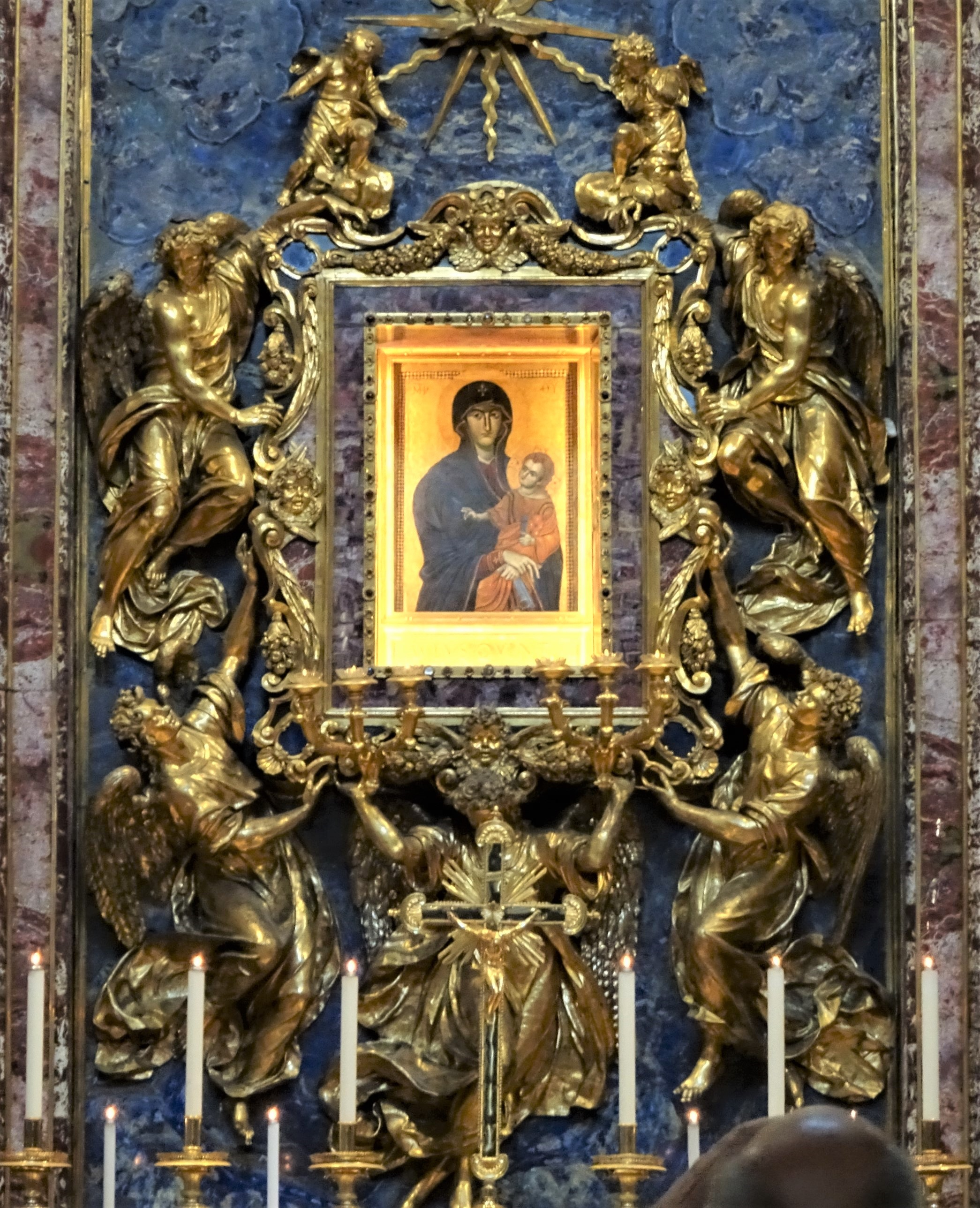
Икона «Salus Populi Romani» в алтаре капеллы Паолина
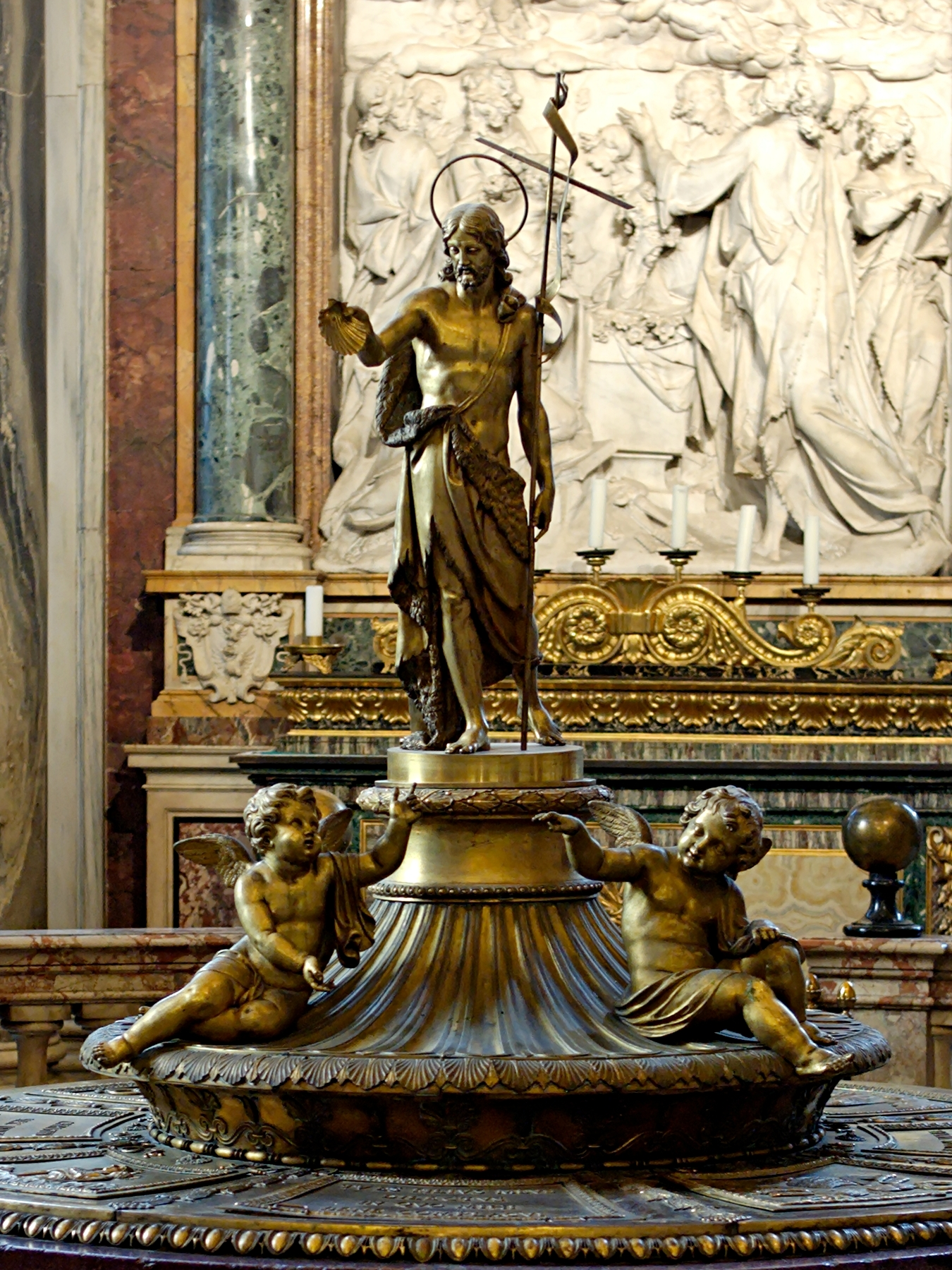
Баптистерий. Статуя Иоанна Крестителя работы Л. Валадье (1825). На дальнем плане рельеф «Ассунта» (Вознесение Мадонны) работы Пьетро Бернини. 1606

### Святыни

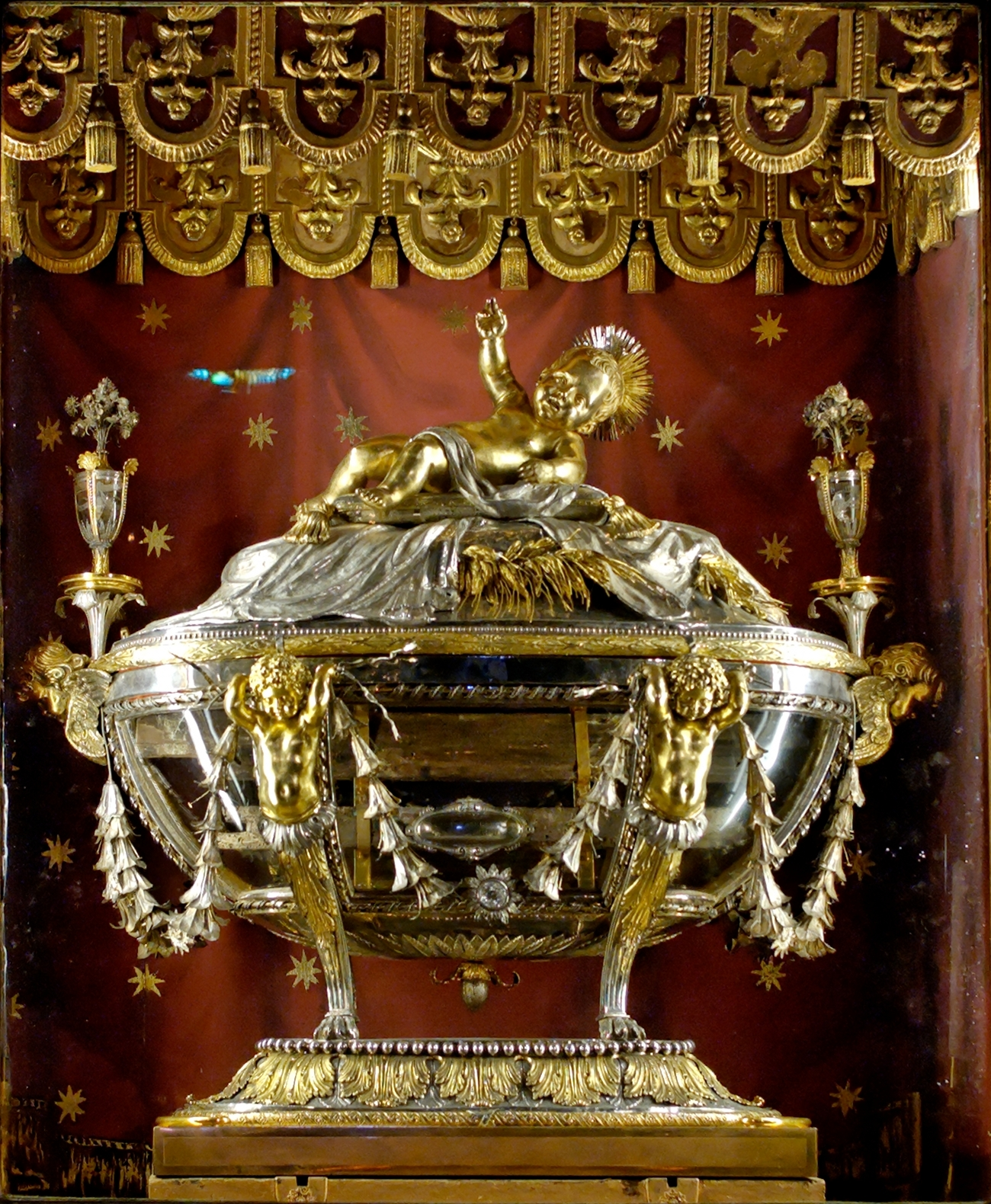
«Святая колыбель»

- Икона Божией Матери «Спасение народа римского» (Salus Populi Romani). Это наиболее почитаемый в Риме образ Девы Марии[24]. Выставлена в капелле Паолина.
- В главном алтаре находятся мощи апостола Матфия.
- Под главным алтарём в крипте покоятся мощи блаженного Иеронима Стридонского.
- В крипте под престолом в драгоценном ковчеге находится «Sacra Culla» (лат. Sanctа Сunabula — Святая колыбель) — пять деревянных планок, по преданию, оставшихся от яслей Иисуса Христа в Вифлееме. Реликварий из хрусталя и серебра с частичной позолотой изготовлен Джузеппе Валадье в 1802 году[25][26]. В крипту ведут две лестницы справа и слева от алтаря. Перед реликварием помещена скульптура коленопреклонённого папы Пия IX работы Альберто Джакометти.

### Орган
Орган базилики помещается на двух торцах трансепта и принадлежит работе семьи Машони (Mascioni). Создан в 1955 году по заказу Папы Пия XII взамен старого органа, располагавшегося над правыми хорами трансепта, построенного в 1716 году Чезаре Катариноцци (Cesare Catarinozzi, см. Organi della basilica di Santa Maria Maggiore // it.wikipedia.org) и в XIX веке реконструированного. Старый орган не был разрушен, но перенесен в приходскую церковь Алифорни, где находится по сей день.

## Места захоронений

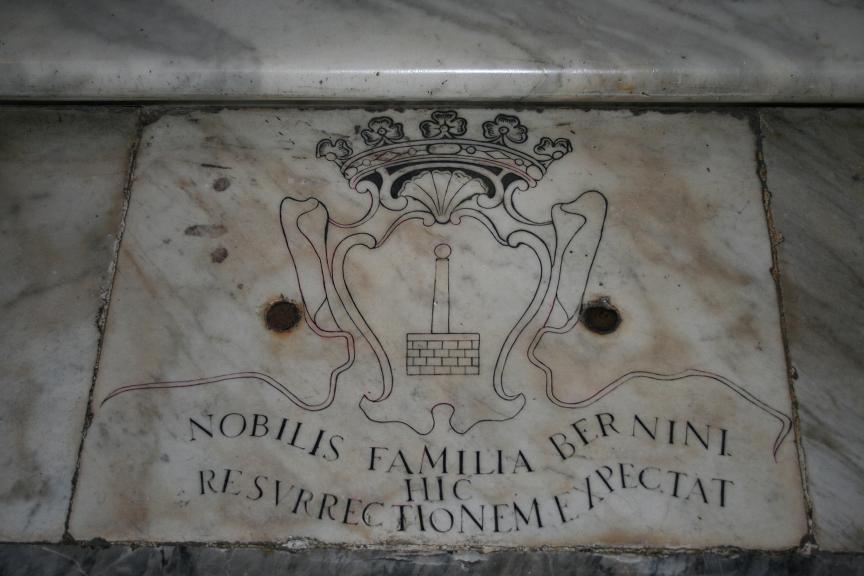
Захоронение Дж. Л. Бернини

В базилике похоронены: Пий V, Климент VIII, Климент IX, Павел V, Сикст V, Полина Бонапарт. Справа от кивория без всякого монумента — захоронение одного из наиболее выдающихся архитекторов и скульпторов римского барокко Джованни Лоренцо Бернини, содержащее две мраморных ступени. В плите пола имеется семейный герб, а на нижней ступени латинская надпись: «Ioannes Laurentius Bernini — Decus Artium et Urbis — Hic Humiliter Quiescit» (Джованни Лоренцо Бернини, слава искусств и города, здесь покоится смиренно).
26 апреля 2025 года папа Франциск по собственному завещанию был похоронен в базилике между капеллой Паолина и капеллой Сфорца.

## Архипресвитеры базилики
…
- Паоло Сколари (1176 — ?);

…
- Пьетро Капоччи (1225 — ?);
- Оттобоне Фиески (21 мая 1259 — 11 июля 1276), избран папой римским под именем Адриан V;
- Джакомо Колонна (1278 — 10 мая 1297);
- Франческо Наполеоне Орсини (1297—1312);

…
- Никколо Капоччи (1351 — ?);

…
- Пьер Роже де Бофор (1368 — 30 декабря 1370), избран папой римским под именем Григорий XI;

…
- Марино Вулькано (1385—1390);
- Стефано Палости де Верайнерис (1390 — 24 апреля 1396);

…
- Франческо Ландо (октябрь 1427 — 26 декабря 1427);
- Антонио Казини (март 1437 — 2 апреля 1439);
- Джованни Вителлески (1439 — 2 апреля 1440);
- Блаженный Николо Альбергати (1440—1443);
- Джулиано делла Ровере (август 1477 — 11 августа 1483), избран папой римским под именем Юлий II;
- Родриго де Борха-и-Борха (11 августа 1483 — 11 августа 1492), избран папой римским под именем Александр VI;
- Джованни Баттиста Савелли (сентябрь 1492 — 19 сентября 1498);
- Джованни Баттиста Орсини, великий магистр Ордена госпитальеров (сентябрь 1498 — 22 февраля 1502);
- Джулиано Чезарини (5 марта 1503 — 1 мая 1510);
- Робер Гибе (4 октября 1511 — декабрь 1511);
- Франсиско де Ремолинс (1511 — 5 февраля 1518);
- Леонардо Гроссо делла Ровере (февраль 1518 — 17 сентября 1520);
- Андреа делла Валле (1520—1535);
- Алессандро Фарнезе (1535—1549);
- Джованни Доменико Де Купис (1549 — 10 декабря 1553);
  - вакантно (1553—1564);
- Карло Борромео (октябрь 1564 — 3 ноября 1584);
- Филиппо Бонкомпаньи (ноябрь 1584 — 9 июня 1586);
- Дечо Аццолини старший (июнь 1586 — 9 октября 1587);
- Доминико Пинелли (октябрь 1587 — 9 августа 1611);
- Микеланджело Тонти (август 1611 — 21 апреля 1622);
- Джанбаттиста Лени (апрель 1622 — 3 ноября 1627);
- Джованни Гарция Миллини (ноябрь 1627 — 2 октября 1629);
- Франческо Барберини Старший (октябрь 1629—1630);
- Антонио Барберини (1630 — 3 августа 1671);
- Джакомо Роспильози (август 1671 — 2 февраля 1684);
- Феличе Роспильози (1686—1688);
- Филипп Томас Говард O.P. (1 января 1689 — 17 июня 1694);
- Бенедетто Памфили, великий приор ордена Святого Иоанна Иерусалимского (1 ноября 1694 — 20 апреля 1699);
- Якопо Антонио Мориджа (20 апреля — 28 октября 1699);
- Пьетро Оттобони (1702—1730);
- Лодовико Пико делла Мирандола (1730—1731);
  - вакантно (1731—1743);
- Джироламо Колонна ди Шарра (1743—1763);
- Маркантонио Колонна младший (1763—1793);
- Джованни Франческо Альбани (1793—1803);
- Антонио Деспуг-и-Дамето (28 декабря 1803 — 2 мая 1813);
- Джованни Филиппо Галларати Скотти (1814 — 6 октября 1819);
- Антонио Дориа Памфили (10 октября 1819 — 31 января 1821);
- Аннибале делла Дженга (10 февраля 1821 — 28 сентября 1823), избран папой римским под именем Лев XII;
- Бенедетто Наро (1 января 1824 — 6 октября 1832);
- Карло Одескальки (22 декабря 1832 — 21 ноября 1834);
  - вакантно (1834—1838);
- Джузеппе Антонио Сала (11 декабря 1838 — 23 июня 1839);
- Луиджи дель Драго (29 августа 1839 — 18 апреля 1845);
- Константино Патрици Наро (24 апреля 1845 — 21 сентября 1867);
- Луиджи Амат ди Сан Филиппо и Сорсо (21 сентября 1867 — 30 марта 1878);
- Густав Адольф фон Гогенлоэ-Шиллингсфюрст (15 июля 1878 — 30 октября 1896);
- Винченцо Ваннутелли (16 декабря 1896 — 9 июля 1930);
- Бонавентура Черретти (16 июля 1930 — 8 мая 1933);
- Анджело Мария Дольчи (22 мая 1933 — 13 сентября 1939);
- Алессандро Верде (11 октября 1939 — 29 марта 1958);
- Карло Конфалоньери (16 ноября 1959 — 1 августа 1986);
- Луиджи Дадальо (15 декабря 1986 — 22 августа 1990);
- Уго Полетти (17 января 1991 — 25 февраля 1997);
- Карло Фурно (29 сентября 1997 — 27 мая 2004);
- Бернард Лоу (27 мая 2004 — 21 ноября 2011);
- Сантос Абриль-и-Кастельо (21 ноября 2011 — 28 декабря 2016);
- Станислав Рылко (28 декабря 2016 — 4 июля 2025);
- Роландас Макрицкас (4 июля 2025 — по настоящее время).